# Герб Ясинуватої
Герб Ясинуватої — офіційний символ міста Ясинувата Донецької області, затверджений 6 серпня 1997 р. рішенням сесії міської ради.
Автори герба: художник - Член спілки художників, Лауреат міжнародних конкурсів графічного дизайну Пресняков Олександр Павлович (м.Донецьк); укладач опису - член спілки журналістів Свистунов Сергій Євгенович (м.Донецьк).

## Опис герба
На перетині золотого щита і лазурової глави золоте коло з зеленою облямівкою і листком, від якої в сторони, до верхніх кутів і вгору відходять зелені балки. В нижні кути відходять хвилясті смуги з двома золотими нитяними смугами кожна. На нижній частині срібна ладдя.

## Символіка
Герб міста Ясинувата поміщений на прямокутний, внизу загострений щит срібного кольору. У центральній частині щита розташований головний "промовистий" елемент герба - зелений контур дерева ясена - топонімічний символ місцевості, від якого могло бути утворено назву Ясинуватої. Площина щита розділена на два основних колірних поля, утворюючи геральдичні фігури: "главу" блакитного кольору і «підніжок» жовтого кольору. На верхнє і нижнє кольорове поле накладено кільце зеленого кольору, яке обрамляє центральний елемент герба - контур дерева. Від кільця в правий верхній і в лівий верхній кути, потім вгору, вліво і вправо розходяться промені зеленого кольору. Від центрального кола з ясенем в правий і лівий нижній кути відходять зигзагоподібні блакитні промені, які розбивають жовте «підніжком» герба, утворюючи в нижній центральній частині щита велике поле, на якому зображена срібна давньоруська тура (лодія) із зібраним вітрилом, поставлена на колоди за допомогою яких її можна волочити. 
Срібний колір щита символізує метал - основний компонент господарської діяльності в місті від часу його заснування до наших днів. Зелене дерево в центрі щита вказує на одну з місцевих визначних пам'яток - Ясинуватський ліс, діброву та парки - і символізує відносну для центрального Донбасу екологічну чистоту міста. "Глава" і "підніжжя" відображають державні кольори України: чисте небо над жовтою хлібною нивою. Велика площа жовтого поля «хлібної ниви» вказує на те, що місто є також адміністративним центром великого сільськогосподарського регіону. Сполучені разом зелені кільце (символ вічного руху) і промені - своєрідні покажчики сторін світу, як символ мандрів і доріг, створюють художній образ «транспортного вузла», роздоріжжя, яким з дня заснування і до теперішнього часу є Ясинувата. Графічно кільце з променями, як образ металевої конструкції, асоціюється з символами машинобудування, вказуючи тим самим на присутність у місті великого заводу цієї галузі. Зигзагоподібні блакитні промені символізують річки Кальміус, Кривий Торець і Вовча, витоки яких знаходяться поблизу міста. Волок
(срібна тура, поставлена на колоди) ілюструє примітний і символічний для Ясинуватої історичний факт, пов'язаний з тим, що річка Кальміус входила в систему давньоруських шляхів сполучення, а одним з основних ланок торгового шляху з варяг у греки був Кальміуський шлях, який через Кривий і Казенний Торець, а також Сіверський Донець забезпечував сполучення до Тули. На Кальміус накладається і «шлях солоний в запороги». Від Перекопу берегом Азовського моря мандрівник йшов до гирла річки, потім по Кальміусу до його верхівок. Потім - волокли сім верст до річки Вовчої, що впадає в Самару. А з неї можна було потрапити в Дніпро. Саме на цьому вододілі, на колишньому волоковому полі, знаходиться місто Ясинувата.

## Історія

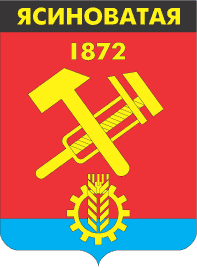
Герб радянського періоду

Затверджений 9 грудня 1981р. рішенням №645 виконкому міської ради. Автор - В.Цимбал.
На червоному щиті молоток і шведський ключ в косий хрест, що означають усі галузі залізничного транспорту. Над ними золота дата "1872". На лазуровій базі золоті шестірня і колосся. Чорна глава обтяжена золотою назвою міста російською мовою.

## Майбутнє герба
У 2024 році геральдист Едуард Савченко, який спеціалізується на геральдиці Донецької області, представив свій проєкт герба, де він зберігши основні елементи поточного герба (лодія яку пересувають волоком та гілочки ясеня, що вказує на назву міста, додав до них елементи з герба радянського періоду - молоток і шведський ключ, оскільки місто є важливою залізничною артерією.